# Husen (westfälisches Adelsgeschlecht)
Husen (auch Haußen) ist der Name eines westfälischen Adelsgeschlechts, das zum Uradel der Grafschaft Mark gehörte.
Die Familie ist zu unterscheiden von den nicht verwandten westfälischen Husen sowie von dem fränkischen Adelsgeschlecht Husen.

## Geschichte
Der Name dieses Geschlechts leitet sich von ihrem ehemaligen Stammsitz Haus Husen ab. Das alte Haus ten Husen, was „zu den Häusern“ heißt, liegt zwischen Westhofen und Syberg am Fuße eines Berges nicht weit von der Ruhr.
1259 erscheint Godfrid van den Husen, Miles (Ritter). 1270 ist der Ritter Gottfried von Husen Dinggraf in Unna.
Um 1330 wird Johann van den Husen als Lehnsträger der Grafen von Dortmund genannt.
1338 siegelt Arnoldus dictus van dem Husen eine Urkunde, 1346 die Brüder Bernhardus und Johannes van den Husen. Die Siegel zeigen unterschiedliche Wappen.
Ritter Aleve (Adolf) van Husen hatte zwei Töchter. Aleke van Husen, Erbin des niedersten Hofes, ehelichte den Godert von Frydag, und Beleke van Husen, Erbin des obersten Hofes, den Arnt von Frydag. Somit kam das Haus an die Familie von Frydag.

## Wappen
Anton Fahne stellt anhand von überlieferten Siegeln fest, dass es zu Haus Husen zwei Geschlechter mit dem Namen Husen gegeben haben muss:

Wappen von Arnoldus dictus van dem Husen (1338)
Wappen von Bernhardus und Johannes van den Husen (1346)

An anderer Stelle beschreibt Fahne das Wappen des Arnold von Husen leicht abweichend. Blasonierung: Gespalten. Im linken Feld ein Stern, im rechten vier Pfähle.